# Лінія М4 (Будапештський метрополітен)
Лінія M4 — лінія Будапештського метрополітену. Першу чергу від станції «Келенфельд-вашуталломаш » (Буда) до «Келеті-пайаудвар» (Пешт) відкрито 28 березня 2014. Довжина лінії становить 7,4 км, на ній розташовано 10 станцій. Обслуговують лінію потяги фірми Alstom. Під річкою Дунай прямує тунелем.
Щоденний пасажиропотік оцінюється в 421 000 осіб.

## Будівництво
Лінію почали будувати ще в XX столітті. Основним її завданням було вирішення транспортних проблем великого «спального» району Будапешта Келенфельд, розташованого у південно-західній частині угорської столиці. Лінія мала сполучити його з центром міста та іншими лініями метро.
Будівництво лінії йшло з великими труднощами і регулярно переривалося через нестачу фінансування. Введення до ладу першої ділянки спочатку планувався на 2003 рік, потім терміни багаторазово зсувалися. Відкриття відбулося 28 березня 2014. Будівництво першої ділянки четвертої лінії обійшлося в 366 000 000 000 форинтів (~ 1,2 мільярда євро).

## Плани розвитку
Заплановано будівництво другої ділянки з 4 станцій від Келеті пайаудвар до Босняк тер. Передбачається, що вона буде введена в дію в 2017 році, але реалізація проекту піддається сумнівам як з фінансових причин, так через критику всієї концепції. Подальший розвиток лінії поки знаходиться в стадії попереднього проектування, передбачається, що після введення другої ділянки лінія буде продовжена до межі міста на південному заході до станції Мадархедь.

## Галерея

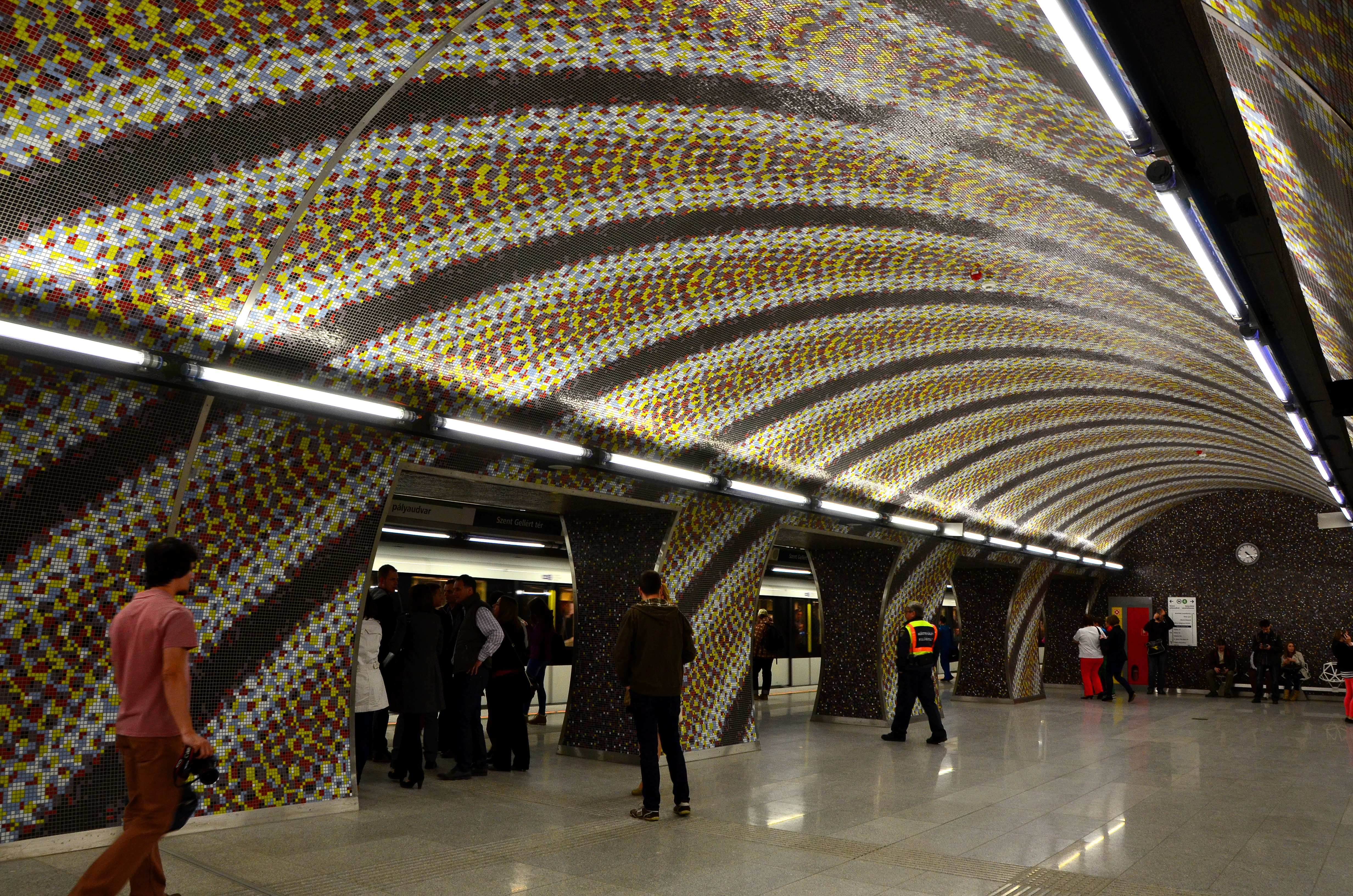
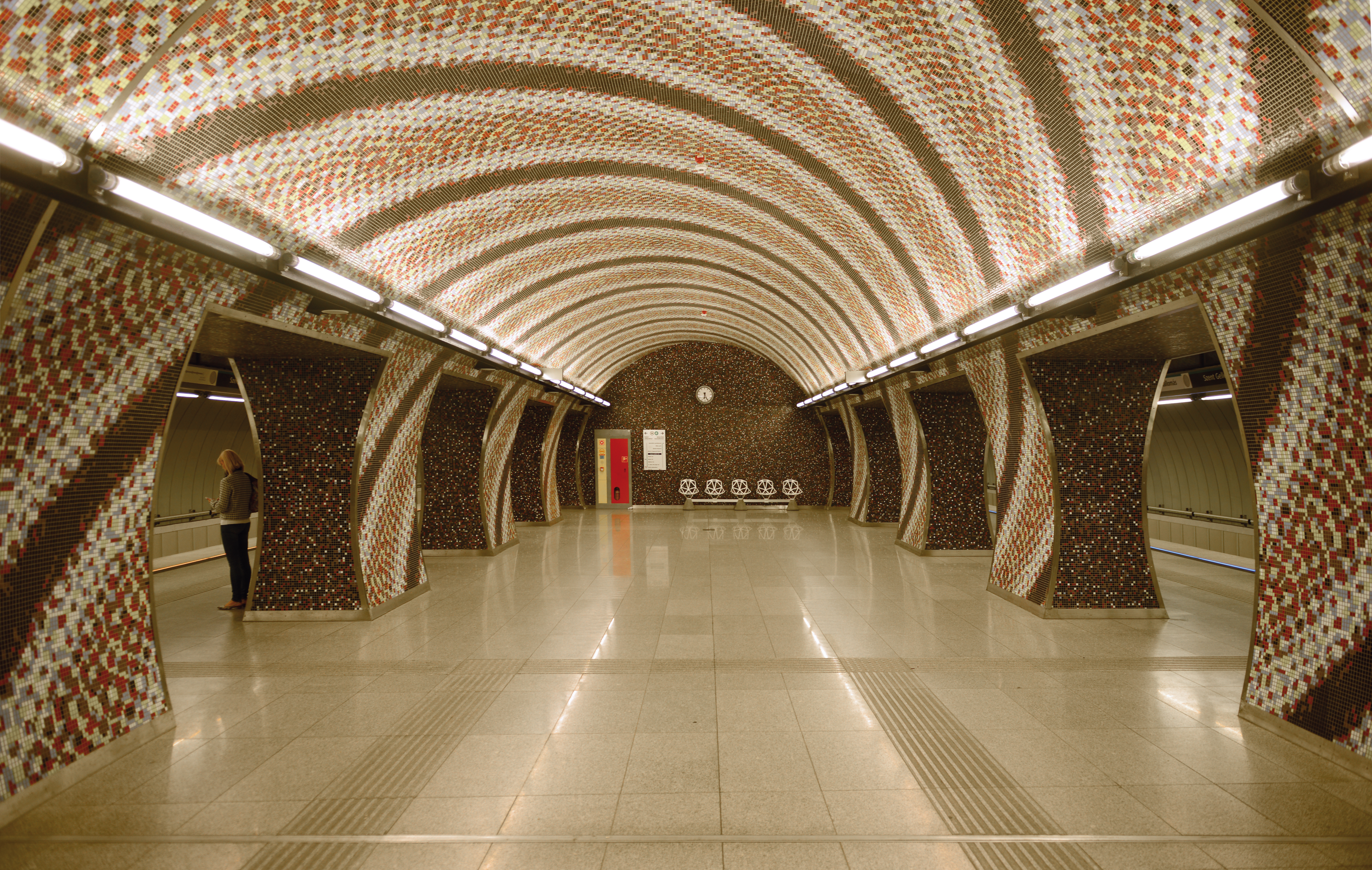